# Емен (Швајцарска)
Емен (фр. Emmen, итал. Emmen) је град у средишњој Швајцарској. Емен је друго по величини насеље у оквиру кантона Луцерн, али је заправо велико предграђе главног града Луцерна.

## Природне одлике
Емен се налази у средишњем делу Швајцарске. Од најближег већег града, Цириха град је удаљен 70 km западно. Луцерн је много ближи - удаљен је свега 3 km југоисточно.
Рељеф: Емен се налази у ободном, источном делу плодне и густо насељене Швајцарске висоравни, на приближно 430 метара надморске висине. Град се налази у питомој долини реке Реус, која који километар узводно истиче из Луцернског језера. Непосредно јужно од града издижу се Бернски Алпи.
Клима: Клима у Емену је умерено континентална.
Воде: Кроз Емен близу истока реке Суре из Сурског језера.

## Историја
Подручје Емена је било насељено још у време праисторије и Старог Рима, али није имало велики значај.
Данашње насеље са датим називом први пут се спомиње 840. године. Међутим, све до средине 20. века то је било село без већег значаја. Са ширењем оближњег Луцерна насеље почиње расти и постепено је постало његово највеће предграђе.

## Становништво
2010. године Емен је имао око 28.000 становника, што је готово десет пута више него пре једног века.
Језик: Швајцарски Немци чине традиционално становништво града и немачки језик је званични у граду и кантону. Међутим, градско становништво је током протеклих неколико деценија постало веома шаролико, па се на улицама Емена чују бројни други језици. Тако данас немачки говори 81,6% градског становништва, а прате га српскохрватски (5,0%) и албански језик (3,9%).
Вероисповест: Месни Немци су од давнина римокатолици. Међутим, последњих деценија у граду се знатно повећао удео других вера. Данас су веома бројни римокатолици (64,2%) и протестанти (12,7%), а потом следе муслимани (6,9%), атеисти (6,5%) и православци.